# Норвешки савет за избеглице
Норвешки савет за избеглице (норв. Flyktninghjelpen) је хуманитарна, невладина организација која штити права људи погођених расељењем. Ово укључује избеглице и интерно расељена лица која су приморана да напусте своје домове због сукоба, кршења људских права и акутног насиља, као и климатских промена и природних катастрофа.

## Историја
Норвешки савет за избеглице је политички независан и нема верску припадност. То је једина норвешка организација која је специјализована за међународне напоре да пружи помоћ, заштиту и трајна решења за људе погођене расељењем. Запошљава око 16.500 чланова особља и подстицајних радника у 32 земље широм Африке, Азије, Јужне Америке, Европе и Блиског истока. Седиште се налази у Ослу и има око 280 запослених. Поред тога, организација је присутна у Бриселу, Женеви, Вашингтону, Берлину, Лондону и Адис Абеби.
Савет је основан 1946. године под називом „Europahjelpen“ („Помоћ Европи“), да би помогао избеглицама у Европи после Другог светског рата. Године 1953. организација је променила име у свој садашњи назив, Норвешки савет за избеглице, данас организован као независна, приватна фондација.
Примарни фокус савета је пружање хуманитарне помоћи током фазе сукоба или природне катастрофе.
Јан Егеланд је преузео функцију генералног секретара у августу 2013. године, заменивши Елисабет Расмусон која је постављена на позицију помоћника извршног директора Светског програма за храну (World Food Programme).

## Основне активности
Склониште: Склониште за ванредне ситуације, становање, школе и успостављање других облика јавне инфраструктуре.
Обезбеђење хране: Дистрибуција прехрамбених и не-прехрамбених артикала.
Информисање, саветовање и правна помоћ: Фокусне области обухватају правну помоћ му области становања, земљишта и имовинских права, правну документацију, апатридију и процедуре за добијање статуса избеглице.
Вода, санитација и хигијена: Приступ безбедној води за пиће, санитација и објекти за управљање отпадом.
Образовање: Образовни програми су намењени деци и омладини.
Управљање кампом: Координација услуга у избегличким камповима и камповима за интерно расељена лица.

## Агенције
Савет је 1998. године основао Центар за праћење интерног расељења у Женеви. Овај центар доприноси побољшању националних и међународних капацитета за помоћ људима широм света који су расељени. Такође развија статистику и анализу о интерном расељењу, укључујући анализе које наручују Уједињене нације.
НОРКАП ради на јачању отпорности и заштити живота, средстава за живот и права угрожених људи и заједница; то је резервни списак којим управља савет и финансира га норвешко Министарство спољних послова, и који се састоји од 650 мушкараца и жена из Норвешке, Африке, Азије, Блиског истока и Латинске Америке. Од свог оснивања 1991. године, стручњаци НОРКАП-а су послати у више од 7000 мисија широм света.

## Публикације
Савет је раније четири пута годишње издавао часопис „Перспектива“. Часопис се фокусирао на хуманитарне димензије међународне политике. Часопис је био у продаји у више од 15 земаља.

## Награде и признања
Нансенова награда за избеглице је међународна награда коју годишње додељује Високи комесаријат УН за избеглице (УНХЦР) особи или групи за изузетан рад у име присилно расељених. Од 2009. Норвешки савет за избеглице сарађује са УНЦХР-ом на организацији и спровођењу церемоније. Награда се састоји од комеморативне медаље и новчане награде од 100.000 америчких долара коју донирају владе Норвешке и Швајцарске.

## Инцидент отмице из 2012.
У јулу 2012. два возила која су превозила делегацију високог нивоа Норвешког савета за избеглице упала су у заседу испред кампа Дадаб. Возач је погинуо, а четворица међународних службеника су отета. Према речима портпарола Норвешког савета за избеглице, извршена је анализа ризика пре кретања кроз Дадаб и проглашено је безбедним за путовање. Командир кенијске полиције рекао је да је обезбеђена пратња била организована да прати делегацију, али је група одбила.